# Web 2.0

Web 2.0 cu termeni de sisteme de bookmark colaborativ

Web 2.0 este un termen care desemnează o mulțime de aspecte interactive și colaborative ale Internetului, în special ale World Wide Web, apărute prin anii 2004-2005. Denumit și „web-ul social”, reprezintă a doua generație inteligentă de dezvoltare de pagini web, care facilitează comunicarea, oferă informații sigure și diferite servicii, asigură colaborare pe Internet. Inventatorul și promotorul termenului Web 2.0 este Tim O'Reilly. Pentru diferențiere, tradițiile web care existau până la apariția Web 2.0 sunt numite, tot simbolic, Web 1.0.
Web 2.0 a apărut ca urmare a tranziției de la Web 1.0, care reprezintă prima implementare a web-ului și care a depins de o multitudine de factori. Datorită exploziei comerciale a internetului la începutul anilor 1990, a crescut considerabil volumul de informații disponibile pe Web. În acea perioadă, majoritatea paginilor erau în general statice, alcătuite în conceptul hypertext, iar încercările de a implementa posibilitatea ca vizitatorii unui site să adauge sau să modifice conținutul s-au lovit de capacitățile tehnice limitate disponibile.
Astfel, la începutul anilor 2000 a apărut Web 1.5, cu care se diversifică serviciile oferite, apar pagini care conțin sistem de administrare a conținutului (CMS), forumuri și bloguri. Web 1.5 coexistă cu generația web 2.0.

## Caracteristici
Web 2.0 desemnează (destul de vag) noi căi de a implementa și exploata posibilitățile organizatoare ale webului. 
Conform acestora, conținutul și informația din web nu mai e oferită vizitatorilor numai de către mass media, guverne și companii particulare, ci și de persoane particulare, legate între ele prin rețele informale bazate pe Internet, și care contribuie și participă activ la punerea la dispoziție și răspândirea informațiilor pe întregul glob. Web 2.0 permite crearea de bloguri, wikiuri, upload de conținut media și site-uri de rețele sociale. Exemple tipice pentru acest nou aspect sunt așa-numitele wiki-uri, weblogs sau mai simplificat blogurile, precum și portalurile și bursele de schimb de imagini, muzică, filme/video și software din Internet, așa cum ar fi Flickr, YouTube și site-urile pentru file sharing. De asemenea și așa numitele rețele sociale, cum ar fi Facebook sau Twitter. Web 2.0 a adus noi tehnologii, cum ar fi AJAX cu care se pot crea site-uri complexe folosind CMS, XML, RSS, API etc.
Mediile din întreaga lume au reacționat intens la aceste puncte de vedere noi, bănuindu-se chiar că ele vor avea efecte sociale și economice directe. Există însă și voci critice care, conștiente că îndărătul lui Web 2.0 nu stă nicio tehnologie nouă, se plâng de faptul că termenul nu e definit exact și poate fi deci exploatat după pofte de către unele companii - de exemplu cu scopuri publicitare sau economice sau chiar pentru trafic de influență. Un exemplu pozitiv sunt activitățile de marketing ale unor companii care încearcă să-și convingă clienții să participe activ chiar ei la proiectarea și realizarea paginilor web oferite de firma respectivă. Deci, în loc de metoda „push” (paginile web ale firmei trebuie să-i împingă pe clienți să cumpere), se încearcă principiul „pull” (clienții potențiali sunt atrași să participe la crearea paginilor web ale firmei, dar bineînțeles tot cu scopul de a-i determina să cumpere).
Tabelul de mai jos conține perechi de aplicații similare, cu implementări caracteristice web 1.0 și Web 2.0:
| Web 1.0                                                              | Web 2.0                                                |
| -------------------------------------------------------------------- | ------------------------------------------------------ |
| DoubleClick                                                          | Google AdSense                                         |
| Ofoto                                                                | Flickr                                                 |
| Akamai                                                               | BitTorrent                                             |
| mp3.com                                                              | Napster                                                |
| Britannica Online                                                    | Wikipedia                                              |
| Pagini personale                                                     | blogg-uri                                              |
| Speculare nume domenii                                               | Optimizare pentru motoare de căutare                   |
| Pagini vizitate                                                      | cost per click                                         |
| Sistem de administrare a conținutului                                | wiki                                                   |
| Directoare de site-uri (Taxonomie)                                   | Tagging (sisteme de bookmark colaborativ - folksonomy) |
| Publicare                                                            | Participare                                            |
| Stickiness (abilitatea unui site de a atrage și fideliza vizitatori) | RSS (sindicare informație)                             |

## Tehnici folosite
Tehnicile folosite de Web 2.0 sunt o combinație de tehnici care datează încă de la sfârșitul anilor 1990, dar au devenit populare mai târziu:
- Application Program Interfaces (APIs) pentru servicii web
- Asynchronous Javascript and XML (Ajax), ca urmaș al tehnicilor de gen XmlHttpRequest
- Content syndication - servicii de abonamente, de exemplu RSS - abonamente la „Ultimele noutăți”
- Integrarea softwareului de natură socială, ca de exemplu bloguri și wiki-uri

Următoarele tehnici nu au încă echivalent în română; traducerea dată este doar aproximativă sau mot-a-mot, pentru o primă orientare:
- Up To You - depinde de tine
- Trusting Your Users - încrederea în utilizatori, înregistrați sau anonimi
- Hackability - utilizarea abilității unui software de a fi extins sau alterat astfel încât să facă lucruri pentru care nu a fost proiectat inițial
- Agile Development - Dezvoltarea agilă de programe
- Right To Remix - dreptul de a remixa
- Rich User Experience - experiență de utilizator bogată
- Collective Intelligence - inteligență colectivă
- Folksonomy - taxonomie la a cărei dezvoltare contribuie și utilizatorii ei
- The Long Tail - coada lungă - vânzarea unui număr mare de obiecte diferite, în cantități relativ mici vezi detalii(în engleză)
- Perpetual Beta - stadiu beta perpetuu (implică o permanentă îmbunătățire); în domeniul IT "beta" semnifică de obicei o versiune „aproape gata” a aplicației, care este oferită gratuit unui număr mic de clienți de încredere, cu scop de testare intensă în condiții reale, înainte de punerea pe piață a versiunii definitive („release”)

și altele.

## Paradigmă
Inițial WWW-ul a constat din pagini statice, care erau actualizate doar ocazional de către deținătorii lor.
Ulterior au fost realizate și sisteme de gestiunea automată a informațiilor dintr-un site web, numite Content Management Systems (CMS). Acestea puteau construi pe loc - în mod dinamic, la cerere - versiunea cea mai nouă posibil a paginii web, și anume prin consultarea unei bănci de date. Dar și această tehnică împarte oamenii în „creatori” de pagini web și „consumatori” mai mult sau mai puțin pasivi ai acestor pagini/informații/documente.
Cam din anul 2005 încoace însă, unii specialiști afirmă că Internetul oferă din ce în ce mai des o nouă calitate, idee care a fost susținută și de mediile de mase, și anume prin folosirea deasă a noilor termeni, specifici pentru Web 2.0:
- Stocarea datelor utilizatorilor, care avea loc în primul rând pe calculatorul local, urmând să fie publicate în web abia ulterior, se face acum în primul rând direct în web (de exemplu pentru fotografiile private ș.a.) - vezi și articolul Cloud computing. Programele locale accesează din ce în ce mai des aplicațiile web, deoarece se pleacă de la ipoteza unei legături permanente cu webul. Unele motoare de căutare web sunt în stare să acceseze și datele locale ale utilizatorului.
- Diferențele între aplicațiile locale și cele Web se atenuează. Multe programe se actualizează singure, luând legătura cu site-ul autorului lor în mod automat, uneori chiar pe ascuns. Rolul browserului devine din ce în ce mai important, deoarece cu ajutorul lui pot fi implementate azi aplicații web extrem de complexe (vezi Dynamic HTML). Practic vorbind, browserul devine cel mai important program al utilizatorului.
- Rolurile de „creator” și „consumator” de pagini web încep să se încalece, deoarece „consumatorii” de până acum încep să contribuie activ la crearea de noi conținuturi, cum se întâmplă de exemplu cu așa-numitele bloguri. Mulți utilizatori își mută și transformă sfera lor privată de la echipamentul local (PC-ul propriu) la web, în acest fel făcând-o semipublică sau chiar publică.
- Mashup este tendința de a accesa simultan și a cupla unele cu altele mai multe servicii web, de la ofertanți diverși, rezultatul însă apărând ca fiind „dintr-o bucată”, fără întreruperi sau alte dezavantaje.
- Noile aplicații bazate pe web duc la efectul că utilizatorii, chiar și atunci când nu sunt foarte versați tehnic, participă direct la răspândirea prin web a informațiilor și opiniilor.

Toate aceste fațete recente ale webului sunt ocazional desemnate drept „software social”.

## Rețele sociale
Într-o rețea socială membrii înscriși participă chiar ei la conținutul rețelei (prin adăugare de fotografii, videouri, știri și altele), dar sunt expuși unor pericole specifice din Internet, cum ar fi pierderea confidențialității datelor private și altele.

## Web 2.B
Web 2.B este o extensie a web 2.0 dedicată web-ului de afaceri, business-to-business (B2B). Acest termen se aplică unui site sau o aplicație online bazată pe principiile Web 2.0, dar care este axată pe serviciile oferite companiilor, în scopul de a genera afaceri.

## Vezi și
- Web 3.0
- Web 4.0